# Onni Brummer
Onni Johannes Brummer, O.J. Brummer, född 24 juni 1878 i Hiitola, död 11 oktober 1944 i Helsingfors, var en finländsk historiker och tidningsman. Han var far till Pekka Brummer. 
Brummer blev student 1897, filosofie kandidat 1900, filosofie licentiat 1908 och filosofie doktor 1915. Han var lärare i finska och historia vid Jyväskylä seminarium 1902–1910 och verkade därefter vid lyceerna i Joensuu (1910–1912) och Viborg (1912–1929). Han blev chefredaktör för tidningen Karjala 1920 och innehade från 1929 denna befattning på heltid. Han var en central gestalt i det kommunala livet i Viborg (bland annat stadsstyrelsens ordförande från 1930); utgav flera filologiska och historiska publikationer, bland annat Jyväskylän kaupungin historia (1916). I boken Sanomalehtimiehenä diktatuurimaissa (1934) redogjorde han för intryck från resor i Sovjetunionen och Tyskland. Han tillhörde Samlingspartiets moderata flygel.